# Sune Jonsson
Olov Sune Jonsson, född 20 december 1930 i Nyåker i Nordmalings kommun i Ångermanland, död 30 januari 2009 i Umeå, var en svensk dokumentärfotograf, filmare och författare.

## Biografi
På 1940-talet flyttade Jonsson med föräldrar och syskon till Bromma, och blev snart aktiv i Fotografiska föreningen i Stockholm. Efter några somrars volontärarbete på Västerbottens-Kuriren i mitten av 50-talet studerade han bland annat etnologi och litteraturhistoria vid Uppsala universitet, och blev fil. kand. 1961.
Somrarna i Västerbotten hade redan lagt grunden till  debutboken Byn med det blå huset (1959), där Sune Jonsson formulerade sin dokumentära metod. Ansatsen uppmärksammades av museimannen Per-Uno Ågren vid Västerbottens museum, som gav Jonsson i uppdrag att dokumentera avfolkningen i Västerbottens inland. Det resulterade 1962 i utställningen "Bilder från den stora flyttningen", och 1964 i boken med samma namn.
Åren 1962–1965 arbetade han också som programtjänsteman vid Sveriges Radio.
Från 1968 hade han anställning som fältetnolog – en för Sverige unik tjänst – och fotograf vid Västerbottens museum i Umeå. År 2002 överlät Sune Jonsson hela sitt arkiv till museet, som 2014 kunde öppna Sune Jonsson Centrum för dokumentärfotografi.
År 2008 bildades Sällskapet Sune Jonssons vänner, vars syfte är att medverka till att Sune Jonssons verk och minne hålls levande, och att hans samlade verk vårdas och bekantgörs. År 2009 inrättade sällskapet ett årligt stipendium att utdelas till en dokumentärfotograf/filmare som arbetar i Sune Jonssons anda. (För stipendiater, se nedan.)
Sune Jonsson är representerad vid bland annat Moderna museet.

## Utmärkelser i urval
1993 förärades Sune Jonsson – som andre svensk, efter Lennart Nilsson (1980) – Hasselbladpriset, för en "framstående fotografisk gärning". 1995 utsågs han till agronomie  hedersdoktor vid Sveriges lantbruksuniversitet (SLU), och år 2001 till filosofie hedersdoktor vid Umeå universitet.

## Priser och utmärkelser
- 1962 – Boklotteriets stipendiat
- 1964 – Boklotteriets stipendiat
- 1966 – Landsbygdens författarstipendium
- 1966 – Deverthska kulturstiftelsens stipendium
- 1969 – Östersunds-Postens litteraturpris
- 1970 – ABF:s litteratur- & konststipendium
- 1972 – De Nios Stora Pris
- 1981 – Stora Fotografpriset från tidskriften FOTO
- 1993 – Hasselbladpriset
- 1995 – LRF:s litteraturpris
- 2001 – Filosofie hedersdoktor vid Umeå universitet
- 2001 – Hedersledamot vid Norrlands nation i Uppsala
- 2007 – Svenska Fotobokspriset för Och tiden blir ett förunderligt ting

## Sune Jonssons stipendium
- 2010 – Gunnar Källström

- 2012 – Maud Nycander

- 2013 – Micke Berg

- 2014 – Inta Ruka, Riga
- 2015 – Anders Alm och Marianne Söderberg
- 2016 – Linda Maria Thompson, USA
- 2017 – Pieter Ten Hoopen
- 2018 – Nils Petter Löfstedt
- 2019 – Åsa Sjöström
- 2020 – Erik Holmstedt
- 2021 – Nina Hedenius
- 2022 – Simon Johansson, Stockholm
- 2023 – Elin Berge, Umeå
- 2024 – Krister Hägglund, Skellefteå
- 2025 – Joanna Helander, Göteborg

### Uppslagsverk
- Jonsson, O Sune i Vem är det, sid 568. 1993.
- Norrländsk uppslagsbok, Band 2, sid 241. 1994.